# Jo De Roo
Johan de Roo (Schore, 5 de julio de 1937), conocido como Jo de Roo, fue un ciclista neerlandés, profesional entre 1958 y 1968, cuyos mayores éxitos deportivos los logró en el Tour de Francia donde obtuvo 3 victorias de etapa, y en la Vuelta a España donde también lograría 1 victoria de etapa. En 1962 consiguió el récord Ruban Jaune otorgado al ciclista más rápido en ganar una prueba de más de 200km.

## Palmarés
| 1958 - 1 etapa de la Vuelta a los Países Bajos 1960 - Giro de Cerdeña, más 1 etapa - 1 etapa de la Vuelta a los Países Bajos - 1 etapa del Tour de Champagne 1961 - Gran Premio de Mónaco 1962 - Giro de Lombardía - París-Tours - Burdeos-París - 1 etapa del Tour de l'Aude - 1 etapa del Tour du Sud-Est - 1 etapa del Gran Premio de Midi Libre - 2.º en el Campeonato de los Países Bajos en Ruta - Super Prestige Pernod International 1963 - Giro de Lombardía - París-Tours - Acht van Chaam | 1964 - 1 etapa del Tour de Francia - Campeonato de los Países Bajos en Ruta - 1 etapa de la Midi Libre - Acht van Chaam 1965 - 1 etapa del Tour de Francia - Campeonato de los Países Bajos en Ruta - Tour de Flandes - 1 etapa de la Vuelta a los Países Bajos 1966 - 1 etapa del Tour de Francia - 1 etapa de la Vuelta a España - Omloop Het Nieuwsblad - Gran Premio de la Villa de Zottegem 1967 - 2.º en el Campeonato de los Países Bajos en Ruta - Acht van Chaam |

### Clásicas, Campeonatos y JJ. OO.
| Carrera                   | Carrera                   | 1957 | 1958 | 1959 | 1960 | 1661 | 1962 | 1963 | 1964 | 1965 | 1966 | 1967 | 1968 |
| ------------------------- | ------------------------- | ---- | ---- | ---- | ---- | ---- | ---- | ---- | ---- | ---- | ---- | ---- | ---- |
| Omloop Het Nieuwsblad     | Omloop Het Nieuwsblad     | —    | —    | —    | —    | —    | —    | —    | —    | —    | 1.º  | —    | 12.º |
|                           | Milan San Remo            | —    | —    | —    | 8.º  | 11.º | —    | 71.º | —    | —    | —    | —    | 33.º |
| A través de Flandes       | A través de Flandes       | —    | —    | —    | —    | —    | —    | —    | —    | —    | —    | —    | 8.º  |
| E3 Harelbeke              | E3 Harelbeke              | —    | —    | —    | —    | —    | —    | —    | —    | —    | —    | 21.º | —    |
| Gante-Wevelgem            | Gante-Wevelgem            | —    | —    | —    | 5.º  | —    | —    | —    | 13.º | —    | —    | 16.º | 65.º |
|                           | Tour de Flandes           | —    | —    | —    | —    | 12.º | —    | 10.º | 1.º  | —    | —    | 6.º  | —    |
| Scheldeprijs              | Scheldeprijs              | —    | —    | —    | —    | —    | —    | —    | —    | —    | —    | —    | —    |
|                           | París-Roubaix             | —    | —    | —    | —    | 12.º | —    | —    | 18.º | 13.º | 12.º | 29.º | —    |
| Flecha Brabanzona         | Flecha Brabanzona         | —    | —    | —    | —    | —    | —    | —    | —    | —    | 9.º  | —    | —    |
| Amstel Gold Race          | Amstel Gold Race          | —    | —    | —    | —    | —    | —    | —    | —    | —    | —    | —    | 4.º  |
| Flecha Valona             | Flecha Valona             | —    | —    | —    | —    | —    | —    | 18.º | —    | —    | —    | —    | —    |
|                           | Lieja-Bastoña-Lieja       | —    | —    | —    | —    | —    | —    | 4.º  | 15.º | —    | —    | —    | —    |
| París-Tours               | París-Tours               | —    | —    | —    | —    | 10.º | 1.º  | 1.º  | 6.º  | 15.º | —    | 67.º | —    |
|                           | Giro de Lombardía         | —    | —    | —    | 69.º | —    | 1.º  | 1.º  | 9.º  | —    | —    | —    | 9.º  |
| Mundial en Ruta           | Mundial en Ruta           | —    | —    | 26.º | —    | 5.º  | —    | —    | —    | 44.º | 8.º  | Ab.  | —    |
| Paíes Bajos en Ruta       | Paíes Bajos en Ruta       | —    | —    | —    | —    | —    | 2.º  | —    | 1.º  | 1.º  | —    | 2.º  | —    |
| Países Bajos Contrarreloj | Países Bajos Contrarreloj | —    | —    | —    | —    | —    | 2.º  | —    | —    | —    | —    | —    | —    |